# Eriogonum correllii
Eriogonum correllii är en slideväxtart som beskrevs av James Lauritz Reveal. Eriogonum correllii ingår i släktet Eriogonum och familjen slideväxter. Inga underarter finns listade i Catalogue of Life.